# الدورة الاستثنائية الطارئة الأولى للجمعية العامة للأمم المتحدة
انعقدت الدورة الاستثنائية الطارئة الأولى للجمعية العامة للأمم المتحدة في 1 نوفمبر وانتهت في 10 نوفمبر 1956 لحل أزمة السويس من خلال إنشاء قوة الطوارئ التابعة للأمم المتحدة لتوفير وجود دولي بين المتحاربين في منطقة القناة. وانعقدت الجلسة الاستثنائية الطارئة بسبب فشل مجلس الأمن في حل حالة عدم الاستقرار في قناة السويس، بناء على قرار "متحدون من أجل السلام" الذي نقل الموضوع من مجلس الأمن إلى الجمعية العامة. في اليوم الرابع من الجلسة، قدم الممثل الكندي، ليستر ب. بيرسون، مفهوم قوة شرطة الأمم المتحدة. تمت الموافقة على إنشاء قوة الطوارئ التابعة للأمم المتحدة (أول قوة لحفظ السلام) من قبل الجمعية العامة مع 57 دعمًا وعدم وجود معارضة. امتنع 19 دولة عن التصويت، بما في ذلك المملكة المتحدة وفرنسا ومصر والاتحاد السوفيتي والعديد من دول أوروبا الشرقية.

## خلفية
تطورت القضية بعد سنوات من الهجمات من قبل إسرائيل ومصر ضد بعضهما البعض. ألغت مصر المعاهدة الأنجلو-مصرية لعام 1936، وبدأت في تقييد الشحن الإسرائيلي، وفي عام 1955 أتجهت إلى تشيكوسلوفاكيا لشراء الأسلحة. في يوليو 1956، سحبت الولايات المتحدة المساعدة المالية لمشروع سد أسوان في مصر، مما دفع مصر إلى تأميم شركة قناة السويس. انعقد مجلس الأمن في سبتمبر / أيلول للنظر في "الوضع الناجم عن العمل الأحادي الجانب الذي اتخذته الحكومة المصرية لإنهاء نظام التشغيل الدولي لقناة السويس" و "الإجراءات التي تتخذها بعض الدول ضد مصر، خاصة فرنسا والمملكة المتحدة"، والتي تشكل خطراً على السلم والأمن الدوليين وتشكل انتهاكات جسيمة لميثاق الأمم المتحدة".
في أكتوبر / تشرين الأول، أصدر مجلس الأمن القرار رقم 118 الذي دعا إلى احترام سيادة مصر وإبعاد تشغيل قناة السويس عن سياسات أي دولة. ومع ذلك، غزت إسرائيل مصر بعد فترة وجيزة. رفضت فرنسا والمملكة المتحدة مشروع قرار أمريكي يدعو إسرائيل إلى الانسحاب من مصر إلى ما وراء خطوط الهدنة، حيث انضمتا إلى القوات الإسرائيلية في الغزو. أقر قرار مجلس الأمن رقم 119 الصادر في 31 أكتوبر / تشرين الأول بإخفاقه في الحفاظ على السلم والأمن الدوليين، مستشهداً بقرار "الاتحاد من أجل السلام" لعام 1950 الذي أطلق جلسة استثنائية طارئة للجمعية العامة.

## جلسة طارئة خاصة
وفي اليوم الأول من الجلسة الخاصة، تبنت الجمعية العامة القرار الأمريكي الذي يدعو إسرائيل إلى سحب قواتها فورًا من مصر إلى ما وراء خطوط الهدنة. تم تمرير الإجراء بـ 64 صوتاً موافقاً و 5 معارضين و 6 غائبين - عارضه كل من المملكة المتحدة وفرنسا وإسرائيل وأستراليا ونيوزيلندا. امتنعت كندا عن التصويت، مشيرة إلى عدم وجود دور للأمم المتحدة في تسوية السلام، والتي من شأنها أن تجعل وقف إطلاق النار مؤقتًا فقط.
في ذلك الوقت كان وزير الشؤون الخارجية الكندي، ليستر ب. بيرسون، يناقش مع الأمين العام فكرة تشكيل قوة شرطة تابعة للأمم المتحدة. في 4 نوفمبر، قدم الوزير الكندي اقتراحًا لمثل هذه القوة وتم تبني قرار يدعم هذا المفهوم. تم تمرير القرار مع 57 تأييدًا وعدم وجود معارضة، على الرغم من غياب 19 عضواً من بينهم المملكة المتحدة وفرنسا ومصر والاتحاد السوفيتي والعديد من دول أوروبا الشرقية. في نفس اليوم، تم تعيين رئيس أركان هيئة مراقبة الهدنة التابعة للأمم المتحدة، إي إل إم بورنس، لقيادة القوة الجديدة كرئيس لقيادتها. وقد تم تفويضه لتجنيد الدول الأعضاء المراقبة في هيئة مراقبة الهدنة ومتابعة تجنيد المزيد من الدول الأعضاء الأخرى، باستثناء الأعضاء الدائمين في مجلس الأمن.
في 6 نوفمبر، قدم الأمين العام تقريرًا أوليًا إلى الجمعية العامة يحدد مفهوم ونطاق قوة الطوارئ التابعة للأمم المتحدة ووضع مبادئ توجيهية. في اليوم التالي تم تبني التقرير، دون أي تعديلات، بـ64 صوتًا، وصفر معارضاًً، و 12 غائباً، بما في ذلك مصر وإسرائيل وجنوب إفريقيا والاتحاد السوفيتي والعديد من دول أوروبا الشرقية. صوتت كل من المملكة المتحدة وفرنسا لصالح الخطة لأن الخطة تضمنت قوة دولية في قناة السويس، والتي ذكرت أنها كانت نيتها طوال الوقت. امتنع الاتحاد السوفياتي عن الاعتقاد بأنه مخالف لميثاق الأمم المتحدة لكنه لم يعترض من أجل منع المزيد من العدوان على مصر. تم تشكيل لجنة استشارية لتنفيذ الخطة، تتألف من ممثلين من البرازيل وكندا وسريلانكا وكولومبيا والهند والنرويج وباكستان، على رأسها الأمين العام.
اختتمت الدورة الاستثنائية الطارئة في 10 نوفمبر 1956 بتشكيل قوة شرطة جديدة تابعة للأمم المتحدة (قوات حفظ السلام) للفصل بين الجانبين.